# 水島空彦
水島 空彦（みずしま そらひこ、6月23日 - ）は、日本の漫画家。一般向け（青年漫画）、成人向け双方で幅広く執筆している。『コンプティーク』（角川書店）、『ヤングコミック』（少年画報社）ほかで活動。
2021年7月から『コミックファイア』（ホビージャパン）にて『才女のお世話 高嶺の花だらけな名門校で、学院一のお嬢様（生活能力皆無）を陰ながらお世話することになりました』（原作：坂石遊作）を連載している。

## 作品リスト

### 漫画作品
一般向け
- マクロスF 抱きしめて、銀河の果てまで。（『月刊コンプエース』2008年9月号 - 2009年4月号）
- プラチナKING（『さくらハーツ』Vol.1 - 5、9 2010年12月 - 2012年4月）
- 生徒会の一存 乙（『コンプティーク』2011年10月号 - 2013年3月号）
- いいわけも出来ない 〜姉彼〜（『ヤングコミック』2020年9月号 - 2022年5月号）
- 才女のお世話 高嶺の花だらけな名門校で、学院一のお嬢様（生活能力皆無）を陰ながらお世話することになりました（原作：坂石遊作、キャラクター原案：みわべさくら、『コミックファイア』2021年7月2日 - 連載中）

成人向け
- Over come（『COMICパピポ』2004年10月号）
- 調教しまショ♥（『COMICパピポ』2005年4月号）
- 異文化コミュニケーション（『COMICパピポ』2005年7月号）
- 桜の舞う頃（『漫画ばんがいち』2007年1月号）
- 夏の思いで（『COMIC姫盗人』2008年11月号）
- リトルモンスター（『COMIC姫盗人』2009年6月号）
- 花籠（『COMIC姫盗人』2009年7月号）
- 夏とわんこ（『COMIC姫盗人』2009年10月号）
- naked girl（『COMIC RIN』2011年10月号）
- なつめさんは勉強をしない。（『Juicy』Vol.5、2014年2月）
- 大人しくしてください。（『Juicy』Vol.6 2014年5月）

### 書籍
詳細は各リンク先を参照。
一般向け
- 『My Merry May Believe』、ジャイブ〈CR COMICS〉2006年、全2巻
- 『ななついろ★ドロップスpure!!』、メディアワークス〈電撃コミックス〉2007年 - 、既刊1巻（2007年11月27日現在）
- 『苺の花嫁』少年画報社〈YCコミックス〉、2007年12月27日発売、ISBN 978-4-7859-2894-0
- 『マクロスF 抱きしめて、銀河の果てまで。』、角川書店〈角川コミックス・エース〉2009年、全1巻
- 『生徒会の一存にゃ☆』、角川書店〈角川コミックス・エース〉2010年、全1巻
- 『探偵オペラ ミルキィホームズ』、角川書店〈角川コミックス・エース〉2010年 - 2011年、全2巻
- 『生徒会の一存 乙』、角川書店〈角川コミックス・エース〉2012年 - 2013年、全3巻）
- 『少女八景』少年画報社〈YCコミックス〉、2012年12月21日発売、ISBN 978-4-78593-990-8
- 『探偵オペラ ミルキィホームズ はじめまして。』、KADOKAWA、2016年、全2巻
- 『いいわけも出来ない 〜姉彼〜』、少年画報社〈YKコミックス〉2021年 - 2022年、全2巻
  1. 2021年7月12日発売、ISBN 978-4-7859-6943-1
  2. 2022年8月8日発売、ISBN 978-4-7859-7204-2

- 『才女のお世話 高嶺の花だらけな名門校で、学院一のお嬢様（生活能力皆無）を陰ながらお世話することになりました』、原作：坂石遊作、キャラクター原案：みわべさくら、ホビージャパン〈HJコミックス〉2022年 - 刊行中、既刊4巻（2025年7月1日現在）

成人向け
- 『恋の花小箱』茜新社〈TENMA COMICS〉、2003年1月22日発行、ISBN 4-87182-556-6
- 『ワイルドストロベリー』コスミックインターナショナル〈キュンコミックス〉、2003年4月、ISBN 4-7747-0514-4
- 『さくらんぼぱんつ』コスミックインターナショナル〈キュンコミックス〉、2004年6月、ISBN 4-7747-0525-X
- 『りっぷさーびす・もんすたー』蒼竜社〈プラザコミックス〉、2004年11月発売、ISBN 4-88386-247-X
- 『いっぱいはいってるヨ』茜新社〈TENMACOMICS RIN〉、2010年4月23日発売、ISBN 978-4-86349-151-9
- 『ちゅうに彼女。』茜新社〈TENMACOMICS JC〉、2017年10月28日発売、ISBN 978-4-86349-667-5

### その他
- 俺と彼女がミステリーな件について（ゲーム、2013年）原画
- 縁結びの触手さま!? 〜式神ツルの迷惑な恩返し〜（ジュブナイルポルノ、著：島津出水、えちかわ文庫、2014年）イラスト